# Festival di San Sebastián 1975
La 23ª edizione del Festival internazionale del cinema di San Sebastián si è svolta a San Sebastián dal 13 al 24 settembre 1975.

## Selezione ufficiale

### Concorso
- Ad occhi bendati (Bekötött szemmel), regia di András Kovács
- A Rainha Diaba, regia di Antonio Carlos da Fontoura
- Una moglie (A Woman Under the Influence), regia di John Cassavetes
- Un colpevole senza volto (Conduct Unbecoming), regia di Michael Anderson
- Assassinio sul ponte (Der Richter und sein Henker), regia di Maximilian Schell
- Il caso Katharina Blum (Die verlorene Ehre der Katharina Blum), regia di Volker Schlöndorff e Margarethe von Trotta
- Quel pomeriggio di un giorno da cani (Dog Day Afternoon), regia di Sidney Lumet
- Fatti di gente perbene, regia di Mauro Bolognini
- Furtivos regia di José Luis Borau
- Lo squalo (Jaws) regia di Steven Spielberg
- Appuntamento con l'assassino (L'agression), regia di Gérard Pirès
- Adele H. - Una storia d'amore (L'histoire d'Adèle H.), regia di François Truffaut
- La guerra del cerdo, regia di Leopoldo Torre Nilsson
- Léonor, regia di Juan Luis Buñuel
- Eviration bramosia dei sensi (Los cachorros), regia di Jorge Fons
- Moja wojna - moja milosc, regia di Janusz Nasfeter
- Noc oranzových ohnu, regia di Zbyněk Brynych
- Paco, regia di Roberto Vincent O'Neill
- Perché si uccide un magistrato, regia di Damiano Damiani
- Pim, pam, pum... ¡fuego!, regia di Pedro Olea
- Put, vejini, regia di Gunars  Piesis
- Una romantica donna inglese (The Romantic Englishwoman), regia di Joseph Losey

### Fuori concorso
- C'era una volta Hollywood (That's Entertainment!), regia di Jack Haley Jr.
- Il padrino - Parte II (The Godfather Part II), regia di Francis Ford Coppola

## Premi
- Concha de Oro: Furtivos, regia di José Luis Borau
- Concha de Plata alla migliore attrice: Gena Rowlands, per Una moglie (A Woman Under the Influence)
- Concha de Plata al miglior attore: Al Pacino, per Quel pomeriggio di un giorno da cani (Dog Day Afternoon)